# Sarcocistosis
La sarcocistosis es una coccidiosis que afecta a los animales y rara vez al hombre. Es producida en el hombre por las especies del género Sarcocystis (Sarcocystis hominis, Sarcocystis suihominis y Sarcocystis bovihominis). El hombre puede ser huésped intermedio o definitivo del parásito, produciéndose una sarcocistosis muscular o intestinal respectivamente. La enfermedad en el hombre es poco frecuente y generalmente de poca gravedad.

## Historia
El descubrimiento del Sarcocystis lo hizo Miescher en 1843, al analizar músculo estriado de ratón, pero no lo clasificó ni le dio nombre. Durante los siguientes 20 años se denominó al parásito como los "túbulos de Mieschner". En 1865, se encontraron estructuras similares en el músculo del cerdo, pero recién el año 1899 se propuso el nombre de Sarcocystus miescheriana para identificarlo. Posteriormente, cada vez que se encontraban estos quistes en un nuevo huésped se proponía el nombre de otra especie. Durante todo este tiempo se debatía si estas especies eran protozoos u hongos.
No fue sino hasta el año 1967 (124 años después de su descubrimiento), que al estudiar los sarcocistos con microscopía electrónica, se observó que poseía estructuras similares a las vistas en otros protozoos apicomplejos como el Toxoplasma y la Eimeria.
El ciclo de vida del Sarcocistis no se conoció hasta 1970 al realizar experimentos en animales y humanos, que contribuyeron a entender el origen de estos organismos infecciosos, la dinámica de transmisión, el criterio para identificarlos y la clasificación de las distintas especies, con el fin de generar estrategias efectivas de prevención y tratamiento.

## Epidemiología
La Sarcocistosis muscular es una enfermedad muy rara con menos de 100 casos descritos en el mundo. Afecta un amplio rango de edades, desde un bebé de 26 días hasta un hombre de 75 años. La mayoría de los casos se presenta en zonas tropicales y subtropicales en Asia y el Sudeste Asiático, aunque hay reportes de casos en África, Europa, Estados Unidos, América Central y América del Sur. El brote más numeroso se presentó en personal militar de Malasia el año 1999.
La sarcocistosis intestinal es una enfermedad poco frecuente con un mayor número de casos detectados en Europa que en otros continentes.

## Etiología
El hombre rara vez puede ser huésped intermediario, al ingerir alimentos contaminados con heces que contengan ooquistes y esporoquistes del Sarcocystis sp, desarrollando una sarcocistosis muscular.
La sarcocistosis intestinal se desarrolla al ingerir carne cruda o mal cocida de huéspedes intermediarios, como el vacuno y el cerdo, que contengan bradizoitos del Sarcocystis sp.

## Patogenia y ciclo de vida
El Sarcosystis es un protozoo parásito intracelular que tiene un ciclo de vida de huésped doble, basado en una relación entre huéspedes de presa-depredador equivalente a intermediario-definitivo.

### Huésped intermediario(presa)
Al ser ingeridos los ooquistes o esporoquistes, desde alimentos contaminados con heces (ruta fecal oral), éstos se dividen en el intestino en esporozoitos que pasan a la circulación sanguínea.
Los esporozoitos ingresan a las células endoteliales de las pequeñas arterias a lo largo del cuerpo, y aquí se reproducen produciendo numerosos merozoitos, lo cual ocurre entre 15 a 16 días después de la ingestión de los quistes.
Estos merozoitos entran en la circulación sanguínea llegando a arteriolas, capilares y la circulación venosa, accediendo a todos los órganos del cuerpo.
La tercera generación de merozoitos ingresa a las células musculares formando metrocitos (células madre) y sarcoquistes iniciales. Los sarcoquistes comienzan con un metrocito en su interior, el cual se va reproduciendo asexuadamente en forma repetida, produciendo el crecimiento del sarcoquiste. Finalmente, el sarcoquiste maduro contiene bradizoitos, que son la forma infectante del anterior metrocito.
Este ciclo de maduración puede tardar 2 o más meses en completarse, y los sarcoquistes maduros pueden persistir en el músculo durante meses o años.

### Huésped definitivo(depredador)
Al ser ingerida la carne contaminada con sarcoquistes, en el intestino se liberan los bradizoitos, en su forma móvil (taquizoitos), los cuales ingresan a las células intestinales, donde asumen una forma sexuada. Unos producen microgametos parecidos a espermatozoides y otros forman macrogametos similares a óvulos. Al unirse ambos, se fusionan iniciando la esporogonia de la cual se produce un ooquiste que contiene dos esporoquistes. Estos ooquistes pasan al intestino siendo expulsado por las heces. Las delgadas paredes del ooquiste frecuentemente se rompen, encontrándose en la materia fecal tanto ooquistes como esporoquistes.

## Cuadro clínico
En la sarcocistosis muscular, pueden aparecer los siguientes síntomas: dolor muscular y esquelético, fiebre, eritema generalizado,  miocardiopatía, edema.
En la sarcocistosis intestinal, los síntomas suelen ser leves y transitorios. Pueden aparecer pérdida de apetito, náuseas, vómitos, dolor abdominal, distensión abdominal, diarrea, disnea y taquicardia. En poblaciones endémicas, se ha visto anorexia, debilidad y pérdida de peso.

## Diagnóstico
El diagnóstico de la sarcocistosis muscular es mayoritariamente presuntivo por el cuadro clínico en áreas endémicas, puesto que el diagnóstico definitivo, a través de una biopsia muscular que muestre los sarcoquistes es difícil de lograr. Generalmente, el análisis histopatologico presenta hallazgos relacionados con la reacción inflamatoria del músculo frente a la infección.
El diagnóstico presuntivo de la sarcocistosis intestinal se basa en el cuadro clínico junto con el antecedente de ingestión de carne cruda o poco cocida. El diagnóstico definitivo lo da la identificación en las heces de los esporoquistes del Sarcocystis sp.

## Tratamiento
No existe tratamiento profiláctico ni terapéutico para la sarcocistosis. Ya que se trata de una enfermedad mayoritariamente autolimitada, de corta duración y a menudo asintomática, la eficacia de tratamientos antibióticos, como cotrimoxazol o furazolidona está puesta en duda.